# Robert Alt
Robert Alt, född 2 januari 1927, död 4 december 2017, var en schweizisk före detta bobåkare.
Alt blev olympisk guldmedaljör i fyrmansbob vid vinterspelen 1956 i Cortina d'Ampezzo.